# Avington, Hampshire
Avington är en by i civil parish Itchen Valley, i distriktet Winchester, i grevskapet Hampshire i England. Byn är belägen 6 km från Winchester. Avington var en civil parish fram till 1932 när blev den en del av Itchen Valley. Civil parish hade 198 invånare år 1931. Byn nämndes i Domedagsboken (Domesday Book) år 1086, och kallades då Avintune.